# Eyefluence
Eyefluence es una pequeña compañía de eyectraking o seguimiento ocular creada en el 2013 con un único objetivo, el de permitir a los usuarios que puedan interactuar con la realidad virtual a través de la vista. En octubre de 2016 fue adquirida por la gigante de la tecnología Google con el objetivo de unir cualquier tipo de fuerzas para continuar el avance de la interacción de nuestro ojo con la tecnología; Eyefluence podría realizar acciones con el movimiento de nuestro ojo ya que aprovecha el movimiento ocular para usarlo como un ratón.
Eyefluence, ahora parte de Google, es una compañía que tiene en sus manos la tecnología que ahora mismo más necesitan tanto la realidad virtual como la realidad aumentada, que es el seguimiento ocular.

## Características
- Los usuarios pueden interactuar con la realidad virtual y la realidad aumentada a través de la vista.

- Ojo-Interacción optimizado para los consumidores de HMDs; Eyefluence ha dominado los requisitos básicos para la integración con pantallas portátiles de consumo.

- Multiplataforma integrada, la tecnología Eyefluence está diseñado de principio a fin para ser un dispositivo agnóstico, ya que da la flexibilidad para integrarse en cualquier plataforma AR, VR, o MR.

- Diseño de simulación acelerada de ojo, que mediante el estudio de la biología del ojo por dentro y por fuera, y la combinación de los conocimientos de la experiencia de Eyefluence en sistemas de seguimiento ocular, desarrollaron un conjunto de sofisticadas herramientas de simulación de ojo.[3]